# Покровский, Валерий Леонидович
Вале́рий Леони́дович Покро́вский (род. 1 января 1931) — советский, российский и американский физик-теоретик, основоположник флуктуационной теории фазовых переходов.

## Биография
Окончил Харьковский государственный университет в 1953 году, где его преподавателями были И. М. Лифшиц, Г. Я. Любарский и Н. И. Ахиезер. Защитил кандидатскую диссертацию в Томском государственном университете в 1957 г. по теме «Теория оптимальных линейных антенн» под руководством Ю. Б. Румера, а в 1962 г. докторскую по теме «Анизотропия и кинетика сверхпроводников». До 1966 года работал сотрудником Сибирского отделения Академии наук СССР.
В 1966 г. был приглашён в только что созданный Институт теоретической физики им. Л. Д. Ландау АН СССР в Москве, где до сих пор состоит главным научным сотрудником.
В течение многих лет преподавал в МФТИ. В 1992 г. стал профессором университета «Texas A&M» в городе Колледж-Стейшн в Техасе, где и работает в должности «заслуженного профессора» на факультете физики и астрономии.

## Научные достижения
Его научные интересы лежат в областях квантовой механики, статистической физики и физики конденсированных сред (физики твердого тела). Знаменит своими основополагающими работами в области фазовых переходов (совместно с Александром Паташинским) и работами о переходами между соизмеримой и несоизмеримой фазой в двумерных системах (переход Покровского — Талапова).
Вклад в науку Валерия Леонидовича Покровского был отмечен рядом наград: премией имени Л. Д. Ландау (1983, 2018), премией Гумбольдта (2000), премией Онсагера от Американского физического общества (2005).
Соавтор гипотезы подобия (критического скейлинга) Вайдома — Каданова — Паташинского — Покровского.

## Публикации
- Паташинский А. З., Покровский В. Л. Флуктуационная теория фазовых переходов. — 2-е. — М.: Наука, 1982. — 382 с.
- Статьи и персоналии Валерия Леонидовича Покровского Архивная копия от 26 июня 2010 на Wayback Machine в журнале «Успехи физических наук»